# سیسیلیا لوندکویست
سیسیلیا لوندکویست (سوئدی: Cecilia Lundqvist؛ زادهٔ ۱۹۷۱) هنرمند اهل سوئد است که در زمینه پویانمایی فعالیت میکند. آثار وی در مرکز ملی هنر و فرهنگ ژرژ پمپیدو در پاریس و موزه هنر مدرن (استکهلم) وجود دارد.